# Kingswood (circonscription britannique)
Pour les articles homonymes, voir Kingswood.
Circonscription parlementaire de la Chambre des communes
La circonscription de Kingswood  est une ancienne circonscription située dans le Gloucestershire du Sud.

## Géographie
La circonscription comprend :
- La ville de Kingswood

## Liste des députés de 1974 à 2024
| Élection | Élection          | Élection | Nom                  | Parti        |
| -------- | ----------------- | -------- | -------------------- | ------------ |
|          | février 1974      |          | Terry Walker         | travailliste |
|          | 1979              |          | Jack Aspinwall       | conservateur |
|          | 1983              |          | Robert Hayward       | conservateur |
|          | 1992              |          | Roger Berry          | travailliste |
|          | 2010              |          | Christopher Skidmore | conservateur |
|          | 2024 (partielles) |          | Damien Egan          | travailliste |

## Élections

### Élections au cours des années 2010
|          | Conservateur      | Christopher Skidmore | 23,252 | 48.3 | +7.9  |
|          | Labour            | Jo McCarron          | 14,246 | 29.6 | -5.7  |
|          | UKIP              | Duncan Odgers        | 7,133  | 14.8 | +11.6 |
|          | Liberal Democrats | Adam Boyden          | 1,827  | 3.8  | -13.1 |
|          | Green             | Cezara Nanu          | 1,370  | 2.8  | +2.0  |
|          | BNP               | Julie Lake           | 164    | 0.3  | -2.4  |
|          | TUSC              | Richard Worth        | 84     | 0.2  | +0.2  |
|          | Vapers In Power   | Liam Bryan           | 49     | 0.1  | +0.1  |
| Majorité | Majorité          | Majorité             | 9,006  | 18.7 |       |
| Turnout  | Turnout           | Turnout              |        | 70.8 |       |
|          | Conservateur      |                      | swing  | +6.8 |       |

|          | Conservateur        | Christopher Skidmore | 19,362 | 40.4 | +8.3  |
|          | Labour              | Roger Berry          | 16,917 | 35.3 | −10.6 |
|          | Liberal Democrats   | Sally Fitzharris     | 8,072  | 16.8 | −1.2  |
|          | UKIP                | Neil Dowdney         | 1,528  | 3.2  | +0.8  |
|          | BNP                 | Michael Carey        | 1,311  | 2.7  | +2.7  |
|          | Green               | Nick Foster          | 383    | 0.8  | +0.8  |
|          | English Democrats   | Michael Blundell     | 333    | 0.7  | +0.7  |
| Majorité | Majorité            | Majorité             | 2,445  | 5.1  | −8.9  |
| Turnout  | Turnout             | Turnout              | 47,906 | 72.2 | +5.5  |
|          | Conservateur Labour |                      | swing  | +9.4 |       |

### Élections au cours des années 2000
|          | Labour            | Roger Berry    | 26,491 | 47.0 | −7.9  |
|          | Conservateur      | Owen Inskip    | 18,618 | 33.1 | +4.7  |
|          | Liberal Democrats | Geoff Brewer   | 9,089  | 16.1 | +1.4  |
|          | UKIP              | John Knight    | 1,444  | 2.6  | +0.5  |
|          | Independent       | David Burnside | 669    | 1.2  | N/A   |
| Majorité | Majorité          | Majorité       | 7,873  | 14.0 | −12.5 |
| Turnout  | Turnout           | Turnout        | 56,311 | 66.7 | +2.1  |
|          | Labour            |                | swing  | −6.3 |       |

|          | Labour            | Roger Berry            | 28,903 | 54.9 | +1.1  |
|          | Conservateur      | Robert Marven          | 14,941 | 28.4 | −1.6  |
|          | Liberal Democrats | Christopher Greenfield | 7,747  | 14.7 | +1.9  |
|          | UKIP              | David Smith            | 1,085  | 2.1  | N/A   |
| Majorité | Majorité          | Majorité               | 13,962 | 26.5 |       |
| Turnout  | Turnout           | Turnout                | 52,676 | 64.6 | −13.0 |
|          | Labour            |                        | swing  | +2.7 |       |

### Élections au cours des années 1990
|          | Labour            | Roger Berry             | 32,181 | 53.7 | +13.1 |
|          | Conservateur      | Jon Howard              | 17,928 | 29.9 | −15.9 |
|          | Liberal Democrats | Mrs Jeanne B. Pinkerton | 7,672  | 12.8 | −0.8  |
|          | Referendum        | Alexandra Reather       | 1,463  | 2.4  | N/A   |
|          | BNP               | Peter Hart              | 290    | 0.5  | N/A   |
|          | Natural Law       | Andrew Harding          | 238    | 0.4  | N/A   |
|          | Independent       | Andrew Nicolson         | 115    | 0.2  | N/A   |
| Majorité | Majorité          | Majorité                | 14,253 | 23.8 | +18.6 |
| Turnout  | Turnout           | Turnout                 | 59,884 | 77.6 |       |
|          | Labour            |                         | swing  |      |       |

|          | Labour                        | Roger Berry             | 26,774 | 44.5 | +7.1 |
|          | Conservateur                  | Robert Hayward          | 24,404 | 40.6 | −4.3 |
|          | Liberal Democrats             | Mrs Jeanne B. Pinkerton | 8,967  | 14.9 | −2.8 |
| Majorité | Majorité                      | Majorité                | 2,370  | 3.9  | −3.6 |
| Turnout  | Turnout                       | Turnout                 | 60,145 | 83.8 | +3.7 |
|          | Labour gain from Conservateur |                         | swing  | +5.7 |      |

### Élections au cours des années 1980
|          | Conservateur      | Robert Hayward | 26,300 | 44.89 |  |
|          | Labour            | Roger Berry    | 21,907 | 37.39 |  |
|          | Social Democratic | P Whittle      | 10,382 | 17.72 |  |
| Majorité | Majorité          | Majorité       | 4,393  | 7.50  |  |
| Turnout  | Turnout           | Turnout        |        | 80.16 |  |
|          | Conservateur      |                | swing  |       |  |

|          | Conservateur      | Robert Hayward | 22,573 | 40.35 |  |
|          | Labour            | Terry Walker   | 20,776 | 37.14 |  |
|          | Social Democratic | M Gilbert      | 12,591 | 22.51 |  |
| Majorité | Majorité          | Majorité       | 1,797  | 3.21  |  |
| Turnout  | Turnout           | Turnout        |        | 77.52 |  |
|          | Conservateur      |                | swing  |       |  |

### Élections au cours des années 1970
|          | Conservateur                  | Jack Aspinwall | 23,553 | 45.37 |  |
|          | Labour                        | Terry Walker   | 23,250 | 44.79 |  |
|          | Liberal                       | A Wilson       | 4,852  | 9.35  |  |
|          | National Front                | R Bale         | 258    | 0.50  |  |
| Majorité | Majorité                      | Majorité       | 303    | 0.58  |  |
| Turnout  | Turnout                       | Turnout        |        | 86.19 |  |
|          | Conservateur gain from Labour |                | swing  |       |  |

|          | Labour       | Terry Walker   | 20,703 | 44.00 |  |
|          | Conservateur | David Hunt     | 18,173 | 38.54 |  |
|          | Liberal      | Jack Aspinwall | 8,216  | 17.46 |  |
| Majorité | Majorité     | Majorité       | 2,566  | 5.45  |  |
| Turnout  | Turnout      | Turnout        |        | 84.08 |  |
|          | Labour hold  |                | swing  |       |  |

|          | Labour       | Terry Walker          | 18,616 | 38.73 |  |
|          | Conservateur | Charles Graham Irving | 16,975 | 35.32 |  |
|          | Liberal      | Jack Aspinwall        | 12,471 | 25.95 |  |
| Majorité | Majorité     | Majorité              | 1,641  | 3.41  |  |
| Turnout  | Turnout      | Turnout               |        | 86.70 |  |
|          | Labour hold  |                       | swing  |       |  |